# Болеїт

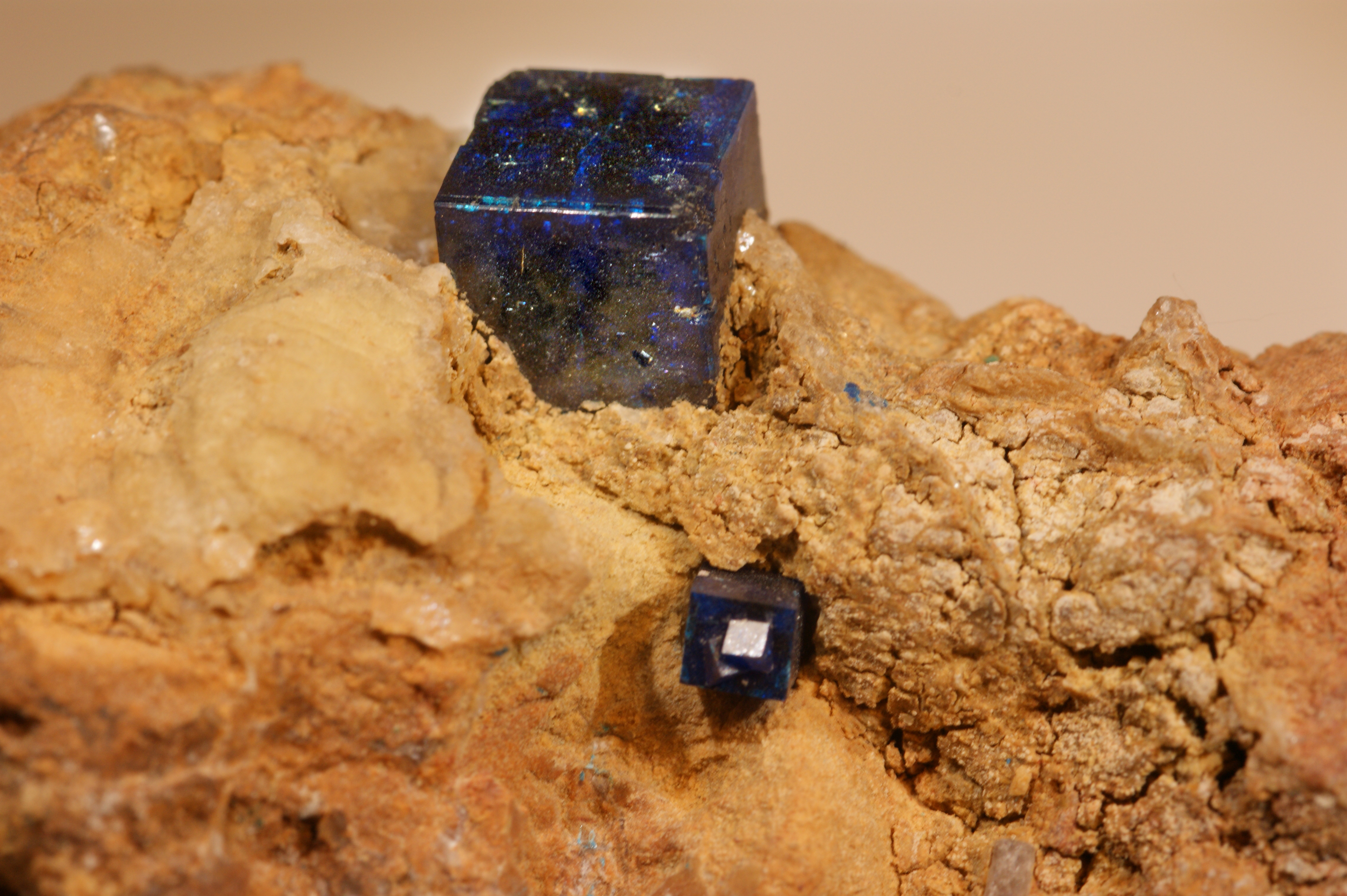
Болеїт

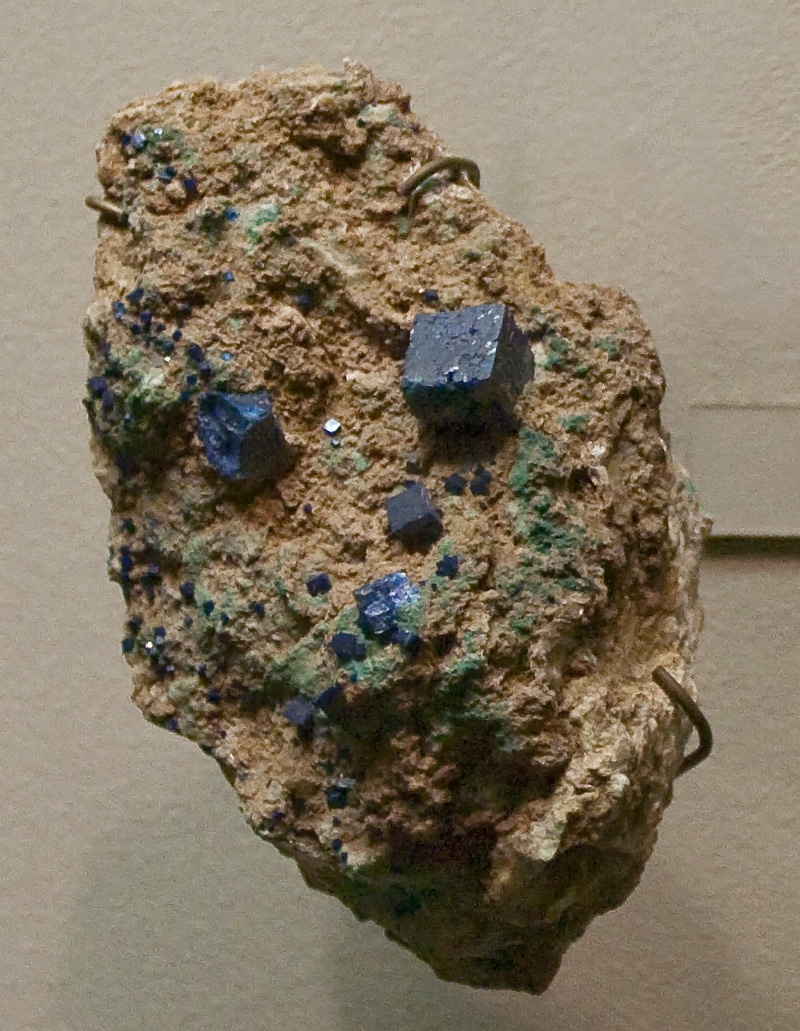
Болеїт

Болеїт (рос. болеит; англ. boleite; нім. Boleit) — мінерал, гідроксилхлорид свинцю, міді і срібла.

## Загальний опис
Хімічна формула: Pb26Cu24Ag9Cl62(OH)47·H2O. Містить (%): Pb — 49,98; Cu — 13,62; Ag — 8,67; Cl — 19,95; O — 3,43; H2O — 4,35.
Сингонія тетрагональна та псевдокубічна. Кристали псевдокубічні.
Густина 5,05.
Твердість 3,5-3,75.
Колір синій, темно-синій.
Блиск скляний.
Риса синя з зеленуватим відтінком.
Вперше знайдений у Болео (шт. Півн. Нижня Каліфорнія, Мексика). Відносно рідкісний вторинний мінерал, асоціює з куменгітом, псевдоболеїтом, англезитом та фосгенітом.